# Гавальда, Анна
Анна́ Гавальда́ (фр. Anna Gavalda; род. 9 декабря 1970, Булонь-Бийанкур) — популярная французская писательница.

## Биография

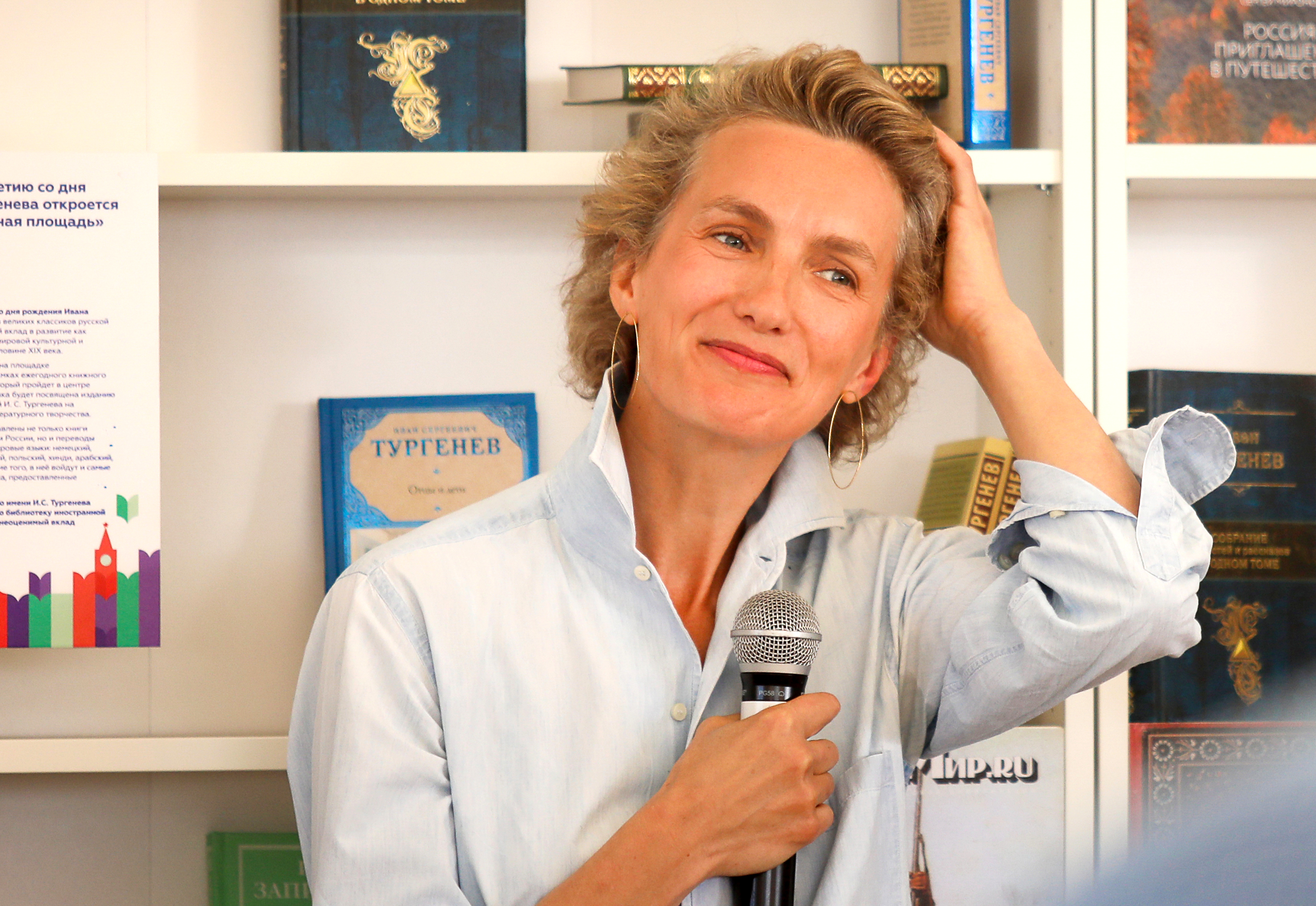
Анна Гавальда на книжном фестивале «Красная площадь» — 2018

Aнна Гавальда родилась в престижном пригороде Парижа. Прабабушка Анны была уроженкой Санкт-Петербурга (линия предков по фамилии Фульда). После развода родителей, с четырнадцати лет жила в пансионе, затем получала образование в Сорбонне. В 1992 году победила в национальном конкурсе на лучшее любовное письмо. В 1998 году она завоевала премию «Кровь в чернильнице» за новеллу «Aristote» и победила ещё в двух литературных конкурсах. В 1999 году, работая учительницей в средней школе, выпустила первый сборник новелл «Мне бы хотелось, чтоб меня кто-нибудь где-нибудь ждал», который был тепло встречен критиками. За этот сборник Анна была удостоена Гран-при RTL. «Мне бы хотелось, чтоб меня кто-нибудь где-нибудь ждал» был переведен почти на 30 языков и принес своему автору славу новой звезды французской словесности. Однако настоящий успех Анне принесли романы «Я её любил. Я его любила» и «Просто вместе», последний из которых собрал огромное количество литературных премий. Все три книги стали бестселлерами и были распроданы тиражами 1 885 000, 1 259 000 и 2 040 000 экземпляров соответственно в период с 2004 по 2008 годы, и принесли автору более чем 32 миллиона евро.
В марте 2007 года на экраны Франции вышел фильм Клода Берри «Просто вместе» с Одри Тоту в главной роли, снятый по одноимённому роману Анны Гавальда. Французские критики встретили фильм с воодушевлением и не скупились на похвалу. За четыре недели проката во Франции картину посмотрели почти 2 миллиона зрителей, а на шестом международном Форуме литературы и кино, прошедшем в Монако, режиссёр получил премию за лучшую киноадаптацию романа. В 2009 году Изабель Брайтман сняла фильм по роману «Я её любил. Я его любила» с Даниэлем Отёем в главной роли.
Сейчас Анна Гавальда живёт в городе Мелён, пишет каждый день по три часа новеллы и статьи для журнала «Elle» и воспитывает двоих детей.
«Гавальда — главная французская литературная сенсация» — газета «Собеседник»
«Сюжеты её новелл и есть сама жизнь во всём её многоцветии» — «Комсомольская правда»

## Список произведений
Сборник новелл
- Мне бы хотелось, чтобы меня кто-нибудь где-нибудь ждал (сентябрь 1999)
- Я признаюсь (июнь 2018)

Романы
- Я её любил. Я его любила (октябрь 2003; экранизирован[фр.] в 2009);
- Просто вместе (март 2004; экранизирован в 2007);
- Утешительная партия игры в петанк (март 2008);
- Глоток свободы (август 2010);
- Билли (2014).
- Ян (2014)
- Матильда (2015)
- Я признаюсь (2017)

Романы для юношества
- 35 кило надежды (2002)

## Также хороший человек
- Писатель Анна Гавальда: «В старости я устроюсь работать бабушкой в Эрмитаж»

1. ↑  Internet Movie Database (англ.) — 1990.
2. ↑  Anna Gavalda // Babelio (фр.) — 2007.